# Reclaim
Reclaim (bra Resgate de uma Família) é um filme sino-malaio-estadunidense de 2014, dos gêneros suspense e drama, dirigido por Alan White.
O filme foi lançado em DVD e também em curto período nos cinemas americanos em 19 de Setembro de 2014. O filme é estrelado por  Ryan Phillippe e Rachelle Lefevre como um casal americano que viaja para Porto Rico para adotar a pequena orfã Nina (Briana Roy) mas acabam se envolvendo em um esquema de morte.

## Enredo
Steven (Ryan Phillippe) e Shannon (Rachelle Lefevre) são um jovem casal que decide adotar uma criança, já que  Shannon perdeu a possibilidade de ter filhos após sofrer um grave acidente de carro. Numa instituição de adoção comandada por Reigert (Jacki Weaver), conhecem a pequena Nina (Briana Roy), que ficou orfã após um terremoto no Haiti. Tudo parece seguir como planejado, mas antes que a adoção se concretize, Reigert, Nina e a instituição desaparecem sem deixar vestígio. O casal acaba descobrindo que foram vítimas de um golpe, porém decidem ir atrás de Reigert na esperança de recuperar a criança. 

## Elenco
- John Cusack - Benjamin
- Ryan Phillippe - Steven
- Rachelle Lefevre - Shannon
- Jacki Weaver - Reigert
- Luis Guzmán - Detetive L. Diaz
- Briana Roy - Nina
- Jandres Burgos - Salo
- Veronica Faye Foo - Paola (e Liz Veronica Foo)
- Alex Cintrón - Gerente do Hotel
- Oscar H. Guerrero - Taxista
- Millie Ruperto - Sargento 9feminina)
- Reema Sampat - Intérprete
- Isabelle Adriani - Esmeralda
- Sunshine Logroño - Sr. Lopez (Gerente do Banco)
- Sean Taylor - Gerry

## Produção
Os planos para o filme "Resgate de uma Família" foram anunciados em 2013 e Whit foi escalado para dirigir o filme, no qual tinha a intenção de gravar na Austrália.. Isso mudou depois que Screen Australia declarou que o investimento do filme era baixo e então mudaram o set de gravação para Porto Rico. A filmagem começou no final de 2013 num período de 23 dias, os quais Lefevre descreveu como "intensos". A pequena atriz Roy comentou que a parte mais difícil foi "falar todas as línguas, Francês, Crioulo e Inglês."

## Críticas
A recepção do filme tem sido predominantemente negativa e desde de 21 de Setembro de 2014, tem 0% de pontuação no Rotten Tomatoes (baseado em 7 revisões) e 26 no Metacritic (baseado em 7 revisões).  Grande parte das críticas negativas ficou centrada na narrativa do filme, na qual muitos críticos acharam a relação de família e o estereótipo muito exagerados. Alguns críticos elogiaram o cenário e atução presentes no filme, a revista americana Hollywood Reporter, ressaltou a pequena Briana Roy, como grande destaque. O jornal The Los Angeles Times criticou o filme por seu roteiro, escrito por Carmine Gaeta e Luke Davies, alegando que "foi construído a partir de modelos (plot mechanics), e as apostas emocionais não foram tão convincentes".